# Schwörstadt
Schwörstadt är en kommun och ort i Landkreis Lörrach i regionen Schwarzwald-Baar-Heuberg i Regierungsbezirk Freiburg i förbundslandet Baden-Württemberg i Tyskland.
Kommunen ingår i kommunalförbundet Rheinfelden (Baden) tillsammans med staden Rheinfelden (Baden).